# 옐로우재킷 (드라마)
《옐로우재킷》(영어: Yellowjackets)은 쇼타임에서 2021년 11월부터 방영된 미국의 드라마이다.